# Argos (Argonautensage)
Argos (Oudgrieks: Ἄργος) was in de Griekse mythologie de bouwer van het schip de Argo. Hij was de zoon van Phrixus en werd door Jason te hulp geroepen om het Gulden vlies te halen. Hij bouwde toen op advies van de godin Athena een schip met 50 riemen, dat hij naar zichzelf noemde. Argos maakte ook zelf deel uit van de Argonauten.